# Glad Day (librería)
Glad Day Bookshop es una librería de Toronto, Ontario, especializada en la literatura LGBT. Está situada en la calle Yonge, número 598A, cerca del barrio gay de Toronto, Church and Wellesley. 

## Historia
Inaugurada en 1970 por Jearld Moldenhauer, fue la primera librería de la ciudad y de Canadá que tenía como clientela objetivo a la comunidad gay. La librería comenzó a funcionar desde el apartamento de Moldenhauer en el barrio de The Annex, que también servía de oficinas para la revista The Body Politic. Moldenhauer se trasladó a vivir más tarde a una casa en el barrio de Kensington Market, pasando la librería a funcionar en una caseta en el patio trasero. La librería se trasladó a su emplazamiento actual en 1981. Como su equivalente en Vancouver, Little Sister, el fondo de Glad Day han sido confiscados con frecuencia por el servicio de aduanas de Canadá por la importación de «materiales obscenos».
En 1979, Moldenhauer abrió una segunda librería en Boston. Un incendio destruyó el edificio de Boston en 1982, pero la tienda reabrió en un local diferente pocas semanas más tarde.
Moldenhauer vendió la librería de Toronto a un nuevo dueño en 1991, reteniendo la librería de Boston, aunque siguió colaborando con Toronto. La librería de Boston cerró definitivamente en 2000 cuando el dueño del local decidió construir pisos y Moldenhauer y el gerente John Mitzel no consiguieron encontrar un emplazamiento adecuado.
La librería de Toronto sigue abierta y su actual gerente es Prodan Nedev. Desde el cierre de la librería Oscar Wilde Bookshop de Nueva York a principios de 2009, Glad Day se ha convertido en la librería LGBT más vieja de América. La librería a menudo dona libros a organizaciones como la Pride Library en la Universidad de Ontario Occidental. 
De 1998 a principios de 2005, la librería de ciencia ficción Bakka-Phoenix estaba en la planta baja del mismo edificio de Toronto en el que estaba Glad Day.